# King's Bounty: Темна сторона
«King's Bounty: Темна сторона» (англ. King's Bounty: Dark Side) — покрокова стратегічна рольова відеогра на тему фентезі, створена компанією 1С-СофтКлаб і видана  фірмою 1С. Є продовженням саги «King's Bounty: Легенда про лицаря». Гра з'явилась у продажу 19 серпня 2014 року для платформи Microsoft Windows.

## Ігровий процес
Гравець бере на себе управління одним з трьох запропонованих персонажів. Вперше за історію знаменитої серії, гравець може пізнати темну сторону світу Теана, а також має можливість здійснити подорож по небаченим раніше землям, на яких кипить кровопролиття від рук «світлих» лицарів. У кожного з героїв своя історія. Безстрашний воїн Багир, який не з чуток знає про те, як важлива Лють в нерівному бою або ж природжений лідер демонесса Неоліна, що володіє даром переконання, яка навіть в самій скрутній битві здатна підтримати високий бойовий дух свого війська, а також — вампір Даерт, якому немає рівних в зловісних мистецтвах темної магії.
Гра має нову систему компаньйонів — різні супутники для кожного героя. Були додані новий бойовий союзник, військові загони, артефакти і здатності Люті, понад 100 завдань та 15 територій.
Залежно від вибору раси (персонажа), гра починається у відповідній герою локації.